# Diócesis de Kahama
La diócesis de Kahama (en latín: Dioecesis Kahamaënsis, en inglés: Roman Catholic Diocese of Kahama y en suajili: Jimbo Katoliki la Kahama) es una circunscripción eclesiástica de la Iglesia católica en Tanzania. Se trata de una diócesis latina, sufragánea de la arquidiócesis de Tabora, que tiene al obispo Christopher Ndizeye Nkoronko como su ordinario desde el 23 de junio de 2022.

## Territorio y organización
La diócesis tiene 19 946 km² y extiende su jurisdicción sobre los fieles católicos de rito latino residentes en el distrito de Bukombe en la región de Geita y los distritos de Kahama urbano y de Kahama rural en la parte occidental de la región de Shinyanga.
La sede de la diócesis se encuentra en la ciudad de Kahama, en donde se halla la Catedral de San Carlos Lwanga. 
En 2019 en la diócesis existían 31 parroquias.

## Historia
La diócesis fue erigida el 11 de noviembre de 1983 con la bula Quoniam opus del papa Juan Pablo II, obteniendo el territorio de la arquidiócesis de Tabora.

## Estadísticas
De acuerdo al Anuario Pontificio 2020 la diócesis tenía a fines de 2019 un total de 640 270 fieles bautizados.
| Año                                                                             | Población            | Población | Población      | Sacerdotes | Sacerdotes    | Sacerdotes    | Bautizados por sacerdote | Diáconos permanentes | Religiosos | Religiosos | Parroquias |
| Año                                                                             | Bautizados católicos | Total     | % de católicos | Total      | Clero secular | Clero regular | Bautizados por sacerdote | Diáconos permanentes | Varones    | Mujeres    | Parroquias |
| ------------------------------------------------------------------------------- | -------------------- | --------- | -------------- | ---------- | ------------- | ------------- | ------------------------ | -------------------- | ---------- | ---------- | ---------- |
| 1990                                                                            | 62 958               | 510 752   | 12.3           | 19         | 16            | 3             | 3313                     |                      | 3          | 19         | 7          |
| 1999                                                                            | 92 571               | 793 989   | 11.7           | 23         | 17            | 6             | 4024                     |                      | 6          | 26         | 7          |
| 2000                                                                            | 90 422               | 952 348   | 9.5            | 20         | 14            | 6             | 4521                     |                      | 6          | 20         | 7          |
| 2001                                                                            | 105 948              | 1 043 079 | 10.2           | 22         | 15            | 7             | 4815                     |                      | 7          | 23         | 7          |
| 2002                                                                            | 119 767              | 968 286   | 12.4           | 27         | 19            | 8             | 4435                     |                      | 8          | 22         | 7          |
| 2003                                                                            | 110 705              | 1 088 875 | 10.2           | 26         | 17            | 9             | 4257                     |                      | 9          | 24         | 10         |
| 2004                                                                            | 112 579              | 1 139 933 | 9.9            | 30         | 16            | 14            | 3752                     |                      | 14         | 21         | 9          |
| 2006                                                                            | 255 370              | 1 225 208 | 20.8           | 33         | 16            | 17            | 7738                     |                      | 17         | 25         | 17         |
| 2011                                                                            | 338 581              | 1 383 000 | 24.5           | 42         | 21            | 21            | 8061                     |                      | 21         | 38         | 18         |
| 2013                                                                            | 387 117              | 1 468 000 | 26.4           | 34         | 21            | 13            | 11 385                   |                      | 14         | 43         | 21         |
| 2016                                                                            | 597 891              | 2 987 767 | 20.0           | 28         | 19            | 9             | 21 353                   |                      | 10         | 57         | 22         |
| 2019                                                                            | 640 270              | 3 188 700 | 20.1           | 39         | 23            | 16            | 16 417                   |                      | 19         | 70         | 31         |
| Fuente: Catholic-Hierarchy, que a su vez toma los datos del Anuario Pontificio. |                      |           |                |            |               |               |                          |                      |            |            |            |

## Episcopologio
- Matthew Shija † (11 de noviembre de 1983-24 de abril de 2001 retirado)
- Ludovick Joseph Minde, O.S.S. (24 de abril de 2001-2 de diciembre de 2019 nombrado obispo de Moshi)[3]
  - Sede vacante (2019-2022)
- Christopher Ndizeye Nkoronko, desde el 23 de junio de 2022